# Priscilla, folle du désert, la comédie musicale
Priscilla, folle du désert, la comédie musicale (Priscilla, Queen of the Desert The Musical) est une comédie musicale juke-box australienne de Stephan Elliott et Allan Scott, adaptée du film homonyme de Stephan Elliott sorti en 1994.
Créée en 2006 à Sydney, elle a été reprise au Royaume-Uni, au Canada et à Broadway (produit par Bette Midler), puis en version française au Casino de Paris à partir du 25 février 2017,.
Elle ne comprend aucune chanson originale mais des reprises de tubes de Gloria Gaynor, Tina Turner, Donna Summer, Kylie Minogue, Madonna ou encore Cyndi Lauper.

## Distribution

### Version originale (Sydney)
- Tony Sheldon : Bernadette Bassenger
- Jeremy Stanford : Anthony « Tick » Belrose / Mitzi Mitosis
- Daniel Scott : Adam Whitely / Felicia Jollygoodfellow
- Michael Caton : Bob
- Lena Cruz : Cynthia
- Marney McQueen : Marion
- Danielle Barnes, Sophie Carter, Amelia Cormack : les divas

Mise en scène : Simon Phillips
Chorégraphie : Ross Coleman
Décors : Brian Thomson
Costumes : Tim Chappel et Lizzy Gardiner
Lumières : Nick Schleiper

### Version française
- David Alexis : Bernadette
- Laurent Ban : Dick / Mitzi
- Jimmy Bourcereau : Bradley /
- Fabrice de la Villerhervé : Bob
- Alice Lyn : Cynthia
- Corinne Puget : Marion
- Amalya Delepierre, Kania Allard, Ana Ka, Sofia Mountassir, Stacey King : les divas

- Direction musicale : Damien Silvert et Laurent Bertaud
- Mise en scène : Philippe Hersen[3]
- Chorégraphie : Jaclyn Spencer
- Costumes : Frederic Olivier
- Lumières : Laurent Tissot
- Casting : Bruno Berberes
- Production : Claude Cyndecki[4]
- Dates de représentation : du 25 février 2017 au 9 juillet 2017 au Casino de Paris. Prolongations au Casino de Paris[5] du 9 février au 7 juillet 2018[6].
- Distinction : le spectacle remporte le Globe de cristal de la meilleure comédie musicale en 2018.
- Les dialogues de la comédie musicale Priscilla Folle du Désert, nommée aux MOLIERES 2018 sont l’adaptation de l’œuvre de Madame Marion BESSAY et de Monsieur Bruno CHEVILLARD, co-auteurs de la version française du film Priscilla Folle du Désert, sorti en France le 4 janvier 1995.

## Chansons du spectacle

### Version australienne
| Acte I - Ouverture – Orchestre - Downtown – Les Divas et Ensemble - I've Never Been to Me – Tick et les Divas - What's Love Got to Do with It – Miss Understanding - Don't Leave Me This Way – Bernadette, Tick et Ensemble - Venus – Felicia et les Boys - Go West – Bernadette, Tick, Adam et Ensemble - I Say a Little Prayer – Tick et les Divas - I Love the Nightlife – Shirley, Bernadette, Mitzi, Felicia et Ensemble - Both Sides, Now – Bernadette, Tick et Adam - Sempre libera (extrait de La traviata) – Felicia et les Divas - Colour My World – Adam, Tick, Bernadette et Ensemble - I Will Survive – Bernadette, Adam, Tick, Jimmy et Ensemble | Acte II - Thank God, I'm a Country Boy – Ensemble - A Fine Romance – Bernadette jeune et Girls - Shake Your Groove Thing – Mitzi, Bernadette, Felicia et les Divas - Pop Muzik – Cynthia et Ensemble - A Fine Romance (reprise) – Bob - Girls Just Want to Have Fun – Les Divas et Adam - Hot Stuff – Felicia, les Divas et Bernadette - MacArthur Park – Bernadette, Tick, Adam et Ensemble - Boogie Wonderland – Marion et Ensemble - The Morning After – Mitzi, Bernadette, Felicia et les Divas - Go West (reprise) – Adam - Always on My Mind – Tick et Benjamin - Confide in Me – Felicia - We Belong – Felicia, Mitzi et Bernadette - Finally / Shake Your Groove Thing / Hot Stuff / I Love the Nightlife / I Will Survive – Ensemble |

### Version américaine et internationale
| Acte I - Ouverture – Orchestre - It's Raining Men – Les Divas, Tick et Ensemble - What's Love Got to Do with It – Miss Understanding - I Say a Little Prayer – Tick - Don't Leave Me This Way – Bernadette, Tick et Ensemble - Material Girl – Felicia et the Boys - Go West – Bernadette, Tick, Adam et Ensemble - Holiday / Like a Virgin – Adam, Tick et Bernadette - I Say a Little Prayer (reprise) – Tick et les Divas - I Love the Nightlife – Shirley, Bernadette, Mitzi, Felicia et Ensemble - True Colors – Bernadette, Mitzi et Felicia - Sempre libera (from La traviata) – Felicia et les Divas - Colour My World – Adam, Tick, Bernadette et Ensemble - I Will Survive – Bernadette, Felicia, Mitzi, Jimmy et Ensemble | Acte II - Thank God, I'm a Country Boy – Ensemble - A Fine Romance – Bernadette jeune et Girls - Thank God, I'm a Country Boy (reprise) – Ensemble - Shake Your Groove Thing – Mitzi, Bernadette, Felicia et les Divas - Pop Muzik – Cynthia et Ensemble - A Fine Romance (reprise) – Bob - Girls Just Want to Have Fun – Adam et les Divas - Hot Stuff – Felicia, les Divas, et Bernadette - MacArthur Park – Bernadette, Tick, les Divas et Ensemble - Boogie Wonderland – Ensemble - The Floor Show – Mitzi, Bernadette, Felicia et Ensemble - Always on My Mind/I Say a Little Prayer – Tick, Benji - Like a Prayer – Felicia et Ensemble - We Belong – Felicia, Mitzi, Bernadette et Ensemble - Finally (Finale) – Ensemble |

### Version française
| No  | Titre                         | Interprète(s)                                                                 | Durée |
| --- | ----------------------------- | ----------------------------------------------------------------------------- | ----- |
| 1.  | It's Raining Men              | Les Divas                                                                     |       |
| 2.  | Hot Stuff                     | Les Divas                                                                     |       |
| 3.  | Don't Leave Me This Way       | Bernadette, Mitzi, Felicia                                                    |       |
| 4.  | I Will Survive                | Diva (Amalya Delpierre)                                                       |       |
| 5.  | I Say a Little Prayer         | Diva (Amalya Delpierre)                                                       |       |
| 6.  | Pop Muzik                     | Cynthia, Diva (Amalya Delpierre)                                              |       |
| 7.  | Venus                         | Felicia, Diva (Amalya Delpierre)                                              |       |
| 8.  | Girls Just Want to Have Fun   | Les Divas                                                                     |       |
| 9.  | Can't Get You Out of My Head  | Diva (Ana Ka)                                                                 |       |
| 10. | Holiday                       | Divas (Amalya Delpierre, Sofia Mountassir)                                    |       |
| 11. | I Love the Nightlife          | Divas (Amalya Delpierre, Stacey King)                                         |       |
| 12. | Boogie Wonderland             | Mitzi, Felicia, Bernadette, Divas (Amalya Delpierre, Ana Ka, Sofia Mountassir |       |
| 13. | Finally                       | Les Divas                                                                     |       |
| 14. | What's Love Got to Do with It | Diva (Kania Alliard)                                                          |       |

## Distinctions

### Récompenses
Production de Sydney
- Sydney Theatre Awards 2008 : Meilleure comédie musicale et Meilleur acteur dans une

comédie musicale (Tony Sheldon)
Production de Londres
- BroadwayWorld UK Awards 2010 : Meilleur second rôle masculin dans une comédie musicale (Oliver Thornton), Meilleurs costumes (Tim Chappel et Lizzy Gardiner)
- Laurence Olivier Awards 2010 : Meilleurs costumes (Tim Chappel et Lizzy Gardiner)
- Whatsonstage.com Awards 2010 : Meilleure nouvelle comédie musicale, Meilleur second rôle masculin dans une comédie musicale (Oliver Thornton), Meilleurs décors (Brian Thomson), Meilleure chorégraphie (Ross Coleman)

Production de Broadway
- Drama Desk Awards 2011 : Meilleurs costumes (Tim Chappel et Lizzy Gardiner)
- Outer Critics Circle Award 2011 : Meilleurs costumes (Tim Chappel et Lizzy Gardiner)
- Theatre World Awards 2011 : Tony Sheldon
- Tony Awards 2011 : Meilleurs costumes (Tim Chappel et Lizzy Gardiner)

Production française
- Les Trophées de la Comédie Musicale 2017 :
  - Trophée de l’Artiste Interprète Masculin pour David Alexis
  - 3 nominations (Comédie musicale de l'année, Chorégraphie de comédie musicale, Scénographie)[7],[8]
- Les Étoiles du Parisien 2017 :
  - Comédie musicale de l'année [9]
- Globe de cristal (arts et culture) :
  - Comédie musicale de l'année [10]